# 웹 스토리지
웹 스토리지(web storage), 웹 저장소, DOM 스토리지는 웹 브라우저에서 제공하는 표준 자바스크립트 API이다. 이를 통해 웹사이트는 쿠키와 유사하지만 용량이 훨씬 크고 HTTP 헤더로 정보가 전송되지 않는 영구 데이터를 사용자 장치에 저장할 수 있다. 두 가지 주요 웹 스토리지 유형이 있다. 로컬 스토리지와 세션 스토리지는 각각 영구 쿠키 및 세션 쿠키와 유사하게 작동한다. 웹 스토리지는 W3C(월드 와이드 웹 컨소시엄) 및 WHATWG에 의해 표준화되었으며 모든 주요 브라우저에서 지원된다.

## 비슷한 기술
localStorage는 영구 키-값 쌍을 저장하는 데 자주 사용되지만, 반복 가능한 인덱싱 및 다양한 성능 패턴과 같은 다양한 사용 사례를 지원하는 다른 API가 등장했다.
- Indexed Database API
- 웹 SQL 데이터베이스
- HTTP 쿠키
- Origin private file system (OPFS)